# Battle Hymns (Manowar)
Battle Hymns is het debuutalbum van de Amerikaanse heavymetalband Manowar. Het album werd uitgebracht in 1982.

## Tracklist
| Nr. | Titel          | Duur |
| --- | -------------- | ---- |
| 1.  | Death Tone     | 4:38 |
| 2.  | Metal Daze     | 4:17 |
| 3.  | Fast Taker     | 3:55 |
| 4.  | Shell Shock    | 4:00 |
| 5.  | Manowar        | 3:25 |
| 6.  | Dark Avenger   | 6:19 |
| 7.  | William's Tale | 2:04 |
| 8.  | Battle Hymn    | 6:52 |

## Bezetting
- Eric Adams - zang
- Ross the Boss - gitaar
- Joey DeMaio - bas
- Donny Hamzik - drums

- MusicBrainz release group: 1d3fb509-0f93-3d67-9e2a-0d5de5786c7f